# Lytocarpia epizoica
Lytocarpia epizoica är en nässeldjursart som beskrevs av Vervoort och Watson 2003. Lytocarpia epizoica ingår i släktet Lytocarpia och familjen Aglaopheniidae. Inga underarter finns listade i Catalogue of Life.